# إذا كان مسافرا في ليلة شتوية
إذا كان مسافرًا في ليلة شتوية (بالايطالية: Se una notte d'inverno un viaggiatore) هي روايةٌ كتبها الكاتب إيتالو كالفينو عام 1979 لسرد ما بعد الحداثة على شكل قصة إطارية عن قارئ يحاول أن يقرأ كتاب يُسمى إذا كان مسافرًا في ليلة شتوية، كل فصل منقسم إلى قسمين، القسم الأول من كل فصل يكون للشخص الثاني ويصف العملية التي يمر بها القارئ لمحاولة قراءة الفصل الذي يليه من الكتاب الذي يقرأه، أما القسم الثاني فهو الجزء الأول من كتابٍ جديد يجده القارئ ("أنت"). الجزء الثاني هو دائمًا عن شيءٍ ما مختلف عن السابق، نُشر الكتاب بترجمةٍ إنجليزية بقلم ويليام ويفر عام 1981.

## الهيكل
الكتاب بدأ بفصل عن فن القراءة وطبيعتها وينقسم بعد ذلك إلى أثنين وعشرون مقطعًا، يتم سرد المقاطع ذات الأرقام الفردية والمقطع الأخير للقُرَّاءْ؛ أي أنها تتعلق بالأحداث التي يُزعم أنها تحدث لقارئ الرواية. (يحتوي بعضها على الكثير من المناقشات حول ما إذا كان الشخص الذي سُردَ بأسم "أنت" هو القارئ نفسه). هذه الفصول تتعلق بمغامرات القارئ في قراءة رواية كالفينو "إذا كان مسافرًا في ليلة شتوية"، يقابل القارئ في النهاية أمرأة تُدعى لودميلا وهي التي تمَّ تناولها أيضًا في فصلها الخاص بشكل منفصل وأيضاً في الشخص الثاني.
التناوب بين الفصول السردية للشخص الثاني في هذه القصة هي المقاطع المتبقية (الزوجية) كل منها هو الفصل الأول في عشر روايات مختلفة ذات الأسلوب والنوع والموضوع المتباين على نطاق واسع، تم قطع كل شيء لأسباب مختلفة موضحة في مقطوعات متخللة ومعظمها في لحظة ما من ذروة المؤامرة.
المقطوعات السردية للشخص الثاني تتطور إلى رواية متمسكة إلى حدٍ ما يضع بطليها على مسار مؤامرة دولية للاحتيال في الكتب ومترجمٌ خبيث وروائي منعزل ودار نشر منهارة والعديدُ من الحكومات القمعية.
الفصول، هي الفصول الأولى من كتب مختلفة التي بدورها تساعد الفصول السردية على التقدم، بعد ذلك ستجد المواضيع المعروضة في كل فصل من الفصول الأولى في الفصول السردية اللاحقة. على سبيل المثال، بعد قراءة الفصل الأول من رواية بوليسية، تأخذ القصة السردية بعض الموضوعات الشائعة على الغرار البوليسي، يوجد أيضًا عبارات وأوصاف متشابهة بين السرد والقصص الجديدة.
عندما تُقرأ عناوين الخيالات المجزأة بالترتيب - كما هي بشخصية قريبة من نهاية السرد - فإنها تشكل جملة: "إذا كان مسافرًا في ليلة شتوية خارج مدينة مالبورك يميل من المنحدر الحاد دون خوف من الرياح أو الدوار وينظر إلى الأسفل نحو شبكة مكونة من الخطوط المتصلة وأخرى متقاطعة، على سجادة الأوراق المضيئة بالقمر حول قبر فارغ - يتساءل ما القصة التي تنتظر نهايتها هناك؟ - حريصًا على سماع القصة. 
يظهر محور موضوعية الكاتب أيضًا في رواية كالفينو السيد بالومار التي تستكشف ما إذا كانت الموضوعية المطلقة ممكنة أو حتى مقبولة، تشمل الموضوعات الأخرى ذاتية المعنى والعلاقة بين الخيال والحياة وما الذي يجعل القارئ والمؤلف مثاليين والأصالة التأليفية.

## سيميريا
سيميريا هي بلدةٌ خيالية في الرواية، وُصَفت البلدة بأنها كانت موجودة كدولة مستقلة بين الحرب العالمية الأولى والحرب العالمية الثانية وعاصمتها أوركو، أما ومواردها الرئيسية هي الخث والمنتجات الثانوية والمركبات البيتومينية، يبدو أن سيميريا كانت موجودة في مكان ما على خليج بوثينيا وهو مسطح مائي بين السويد إلى الغرب وفنلندا إلى الشرق، منذ ذلك الحين تم استيعاب البلدة واختفى شعبها ولغتها من مجموعة «بوثنو أوغاريك»، بينما تخلص كالفينو إلى دخول الموسوعة الخيالية المزعوم بشأن سيميريا: "في الانقسامات الإقليمية المتتالية بين جيرانها الأقوياء وسرعان ما تم محو الأمة الفتية من الخريطة وتشتت السكان الأصليين؛ لم تشهد  اللغة والثقافة السيميرية أي تطور".
يتبع الفصلين التاليين للاثنين سيميريا وأدبها أحدهما يصف دولة خيالية أخرى تسمى جمهورية سيمبريا الشعبية التي يُزعم أنها استوعبت سيميريا بعد الحرب العالمية الثانية.

## الشخصيات
الشخصية الرئيسية في الجزء الأول من كل فصل هي أنت "القارئ"، يبدأ السرد عند بداية قراءة كتاب ولكن بعد ذلك تكون جميع الصفحات غير مرتبة، ثم تذهب إلى مكتبة للحصول على نسخة جديدة من الكتاب، تقابل في المكتبة فتاة تُدعى لودميلا وتصبح شخصية مهمة في الكتاب، تعتقد أن لودميلا جميلة وكلاكمت تشتركان في حب الكتب، أما بقية السرد فهو عن تطور علاقتك بلودميلا أثناء بحثكما عن بقية الكتب التي بدأت بقرائتها، يوجد عدد من الشخصيات الثانوية التي تظهر في نقاط مختلفة من القصة بما في ذلك لوتاريا (أخت لودميلا) وإرميس مارانا (مترجم محتال) وسيلاس فلانيري (مؤلف).

## المؤثرات
صرح كالفينو في مقابلة أجريت عام 1985 مع جريجوري لوسينتي على مدى تأثر الرواية إذا كان مسافرًا في ليلة شتوية "بشكل واضح" بكتابات فلاديمير نابوكوف، تأثر الكتاب أيضًا بعضوية المؤلف في المجموعة الأدبية أوليبو ويقال إن النص هو تكيف مع السيميولوجيا لـ ألخيرداس جوليان غريماس.
في رسالة مكتوبة إلى الناقد لوسيو لومباردو راديس بتاريخ 13 نوفمبر 1979 (نُشرت في Italo Calvino: letters، 1941-1985)، ذكر كالفينو ميخائيل بولغاكوف وياسوناري كاواباتا وجونيشيرو تانيزاكي وخوان رولفو وخوسيه ماريا أرغيداس وخورخي لويس بورخيس وغلبرت كيث تشيسترتون أنهم تأثروا، بطرق مختلفة من الأسلوب السردي للقصص العشرة التي يتألف منها الكتاب.

## الإرث والرأي
راجع ديفيد لانجفورد رواية إذا كان مسافرًا في ليلة شتوية من أجل مجلة White Dwarf# 45 وذكر أنه "كتاب رائع مختلف عن الكتب. [...] غير عادي وممتع".
أدرجت التلغراف الرواية في المرتبة 69 في قائمة "100 رواية يجب على الجميع قراءتها" في عام 2009 ووصفت الرواية بأنها "لغز مرح عن ما بعد الحداثة".
وصف المؤلف ديفيد ميتشل نفسه بأنه "مُمغنط" للكتاب منذ بدايته عندما قرأه كطالب جامعي، ولكن عندما أعاد قراءته شعر أنه قد تقدم في السن وأنه لم يجده "مبتكر بشكل مذهل" كما قرأه في المرة الأولى، لكنه يؤكد ذلك "مهما كان الكتاب مبتكرًا بشكل مذهل فأنه كذلك لمرة واحدة فقط" - مع كونه أفضل من أي وقت مضى.
تستخدمه الروائية والمُحاضِرة سكارليت توماس لتعليم الخيال المعاصر المبتكر، كمثال على أنواع مختلفة من التقنيات السردية.
أطلق ستينغ على ألبومه لعام 2009 اسم If on a Winter's Night... بعد الكتاب.
أصدر الموسيقي والملحن الإنجليزي بيل رايدر جونز ألبوم If... في 14 تشرين الثاني/نوفمبر 2011. الألبوم عبارة عن تعديل موسيقي للكتاب ويعمل كـ "نتيجة فيلم وهمية".
تم تسمية لعبة الفيديو 2021 If On A Winter's Night، Four Travelers على اسم الكتاب.

## أنظر أيضًا
كيميريون
ألف ليلة وليلة
نار شاحبة
المرجع الذاتي